# Ranunculus submarginatus
Ranunculus submarginatus là một loài thực vật có hoa trong họ Mao lương. Loài này được Ovcz. miêu tả khoa học đầu tiên năm 1937.